# Shaver Lake (Californie)
Pour les articles homonymes, voir Shaver Lake.
Shaver Lake (auparavant Musick Creek et Musick Creek Heights) est une census-designated place située dans le comté de Fresno, dans l’État de Californie, aux États-Unis. Sa population s’élevait à 634 habitants lors du recensement de 2010.

## Démographie
| 2000 | 2010 | - | - | - | - |
| ---- | ---- | - | - | - | - |
| 705  | 634  | - | - | - | - |

## Source
- (en) Cet article est partiellement ou en totalité issu de l’article de Wikipédia en anglais intitulé « Shaver Lake, California » (voir la liste des auteurs).

1. ↑  (en) « Statistiques des États-Unis - Californie - Profils des communautés de 2010 » (consulté en novembre 2020)